# Nederlandse kampioenschappen indooratletiek 1986
De Nederlandse kampioenschappen indooratletiek 1986 werden op 8 en 9 februari in de Prins Bernhardhoeve in Zuidlaren gehouden.

## Uitslagen

### 60 m
| rang   | atleet             | prestatie |
| ------ | ------------------ | --------- |
| Goud   | Achmed de Kom      | 6,87 s    |
| Zilver | Marc van der Krogt | 6,98 s    |
| Brons  | Paul Dijkstra      | 7,02 s    |

| rang   | atlete             | prestatie |
| ------ | ------------------ | --------- |
| Goud   | Nelli Fiere-Cooman | 7,35 s    |
| Zilver | Martha Derby       | 7,45 s    |
| Brons  | Edine van Heezik   | 7,50 s    |

### 200 m
| rang   | atleet             | prestatie |
| ------ | ------------------ | --------- |
| Goud   | Arjen Visserman    | 22,19 s   |
| Zilver | Alfons Frankevijle | 22,31 s   |
| Brons  | Dick Jorissen      | 22,38 s   |

| rang   | atlete             | prestatie |
| ------ | ------------------ | --------- |
| Goud   | Nelli Fiere-Cooman | 24,68 s   |
| Zilver | Marjo van Agt      | 24,82 s   |
| Brons  | Wilma Kamp         | 26,16 s   |

### 400 m
| rang   | atleet          | prestatie |
| ------ | --------------- | --------- |
| Goud   | Arjen Visserman | 48,16 s   |
| Zilver | Leon Donners    | 48,93 s   |
| Brons  | Eric Roeske     | 49,25 s   |

| rang   | atlete            | prestatie |
| ------ | ----------------- | --------- |
| Goud   | Tanja van der Wal | 55,34 s   |
| Zilver | Yvonne van Dorp   | 56,23 s   |
| Brons  | Lijsbeth Gijsen   | 57,06 s   |

### 800 m
| rang   | atleet       | prestatie |
| ------ | ------------ | --------- |
| Goud   | Han Kulker   | 1.51,08   |
| Zilver | Hugo Kusters | 1.51,70   |
| Brons  | Siem Boekel  | 1.52,22   |

| rang   | atlete             | prestatie |
| ------ | ------------------ | --------- |
| Goud   | Elly van Hulst     | 2.05,22   |
| Zilver | Krista Aukema      | 2.07,56   |
| Brons  | Christine Toonstra | 2.12,69   |

### 1500 m
| rang   | atleet         | prestatie |
| ------ | -------------- | --------- |
| Goud   | Melchert Kok   | 3.49,94   |
| Zilver | Marc Borghans  | 3.50,06   |
| Brons  | Wybo Lelieveld | 3.51,12   |

| rang   | atlete         | prestatie |
| ------ | -------------- | --------- |
| Goud   | Elly van Hulst | 4.11,57   |
| Zilver | Krista Aukema  | 4.23,98   |
| Brons  | Rita Delnoye   | 4.34,04   |

### 3000 m
| rang   | atleet             | prestatie |
| ------ | ------------------ | --------- |
| Goud   | Patrick Aris       | 8.06,59   |
| Zilver | Marc Borghans      | 8.07,87   |
| Brons  | John van de Wansum | 8.10,89   |

| rang   | atlete         | prestatie |
| ------ | -------------- | --------- |
| Goud   | Elly van Hulst | 9.38,91   |
| Zilver | Greta Jansen   | 9.49,33   |
| Brons  | Irene Wentzel  | 9.50,81   |

### 5000 m snelwandelen
| rang   | atleet            | prestatie |
| ------ | ----------------- | --------- |
| Goud   | Jan Cortenbach    | 22.22,21  |
| Zilver | Harold van Beek   | 22.22,37  |
| Brons  | Hans van de Knaap | 22.42,01  |

### 60 m horden
| rang   | atleet         | prestatie |
| ------ | -------------- | --------- |
| Goud   | Robert de Wit  | 8,13 s    |
| Zilver | Jan Harland    | 8,19 s    |
| Brons  | Ysbrand Visser | 8,23 s    |

| rang   | atlete            | prestatie |
| ------ | ----------------- | --------- |
| Goud   | Ingrid van Lingen | 8,69 s    |
| Zilver | Ella Wijnants     | 8,81 s    |
| Brons  | Jacqueline Selker | 8,83 s    |

### hoogspringen
| rang   | atleet              | prestatie |
| ------ | ------------------- | --------- |
| Goud   | Ruud Wielart        | 2,15 m    |
| Zilver | Ronald Naaktgeboren | 2,12 m    |
| Brons  |                     |           |

| rang   | atlete            | prestatie |
| ------ | ----------------- | --------- |
| Goud   | Ella Wijnants     | 1,77 m    |
| Zilver | Mariëtte Versluis | 1,77 m    |
| Brons  |                   |           |

### hink-stap-springen
| rang   | atleet                | prestatie |
| ------ | --------------------- | --------- |
| Goud   | Paul Lucassen         | 15,47 m   |
| Zilver | Peter van Leeuwen     | 15,47 m   |
| Brons  | Aafbrecht van de Veen | 14,81 m   |

### polsstokhoogspringen
| rang   | atleet             | prestatie |
| ------ | ------------------ | --------- |
| Goud   | Gijsbert de Ruiter | 4,70 m    |
| Zilver | Eltjo Schutter     | 4,60 m    |
| Brons  | Arno van der Vlugt | 4,60 m    |

### verspringen
| rang   | atleet            | prestatie |
| ------ | ----------------- | --------- |
| Goud   | Jeroen Ooievaar   | 7,31 m    |
| Zilver | Paul Lucassen     | 7,24 m    |
| Brons  | Peter van Leeuwen | 7,19 m    |

| rang   | atlete            | prestatie |
| ------ | ----------------- | --------- |
| Goud   | Marjan Goedhart   | 5,81 m    |
| Zilver | Ingrid van Lingen | 5,79 m    |
| Brons  | Els Stolk         | 5,75 m    |

### kogelstoten
| rang   | atleet        | prestatie |
| ------ | ------------- | --------- |
| Goud   | Erik de Bruin | 20,03 m   |
| Zilver | Ko Scheurer   | 15,78 m   |
| Brons  |               |           |

| rang   | atlete         | prestatie |
| ------ | -------------- | --------- |
| Goud   | Deborah Dunant | 15,59 m   |
| Zilver | Pietula Zomer  | 14,58 m   |
| Brons  | Tine Schenkels | 14,20 m   |

1969 · 
1970 · 
1971 · 
1972 · 
1973 · 
1974 · 
1975 · 
1976 · 
1977 · 
1978 · 
1979 ·
1980 · 
1981 · 
1982 · 
1983 · 
1984 · 
1985 · 
1986 · 
1987 · 
1988 · 
1989 · 
1990 · 
1991 · 
1992 · 
1993 · 
1994 · 
1995 · 
1996 · 
1997 · 
1998 · 
1999 · 
2000 · 
2001 · 
2002 · 
2003 · 
2004 · 
2005 · 
2006 · 
2007 · 
2008 · 
2009 · 
2010 · 
2011 · 
2012 · 
2013 · 
2014 ·
2015 ·
2016 ·
2017 ·
2018 ·
2019 · 
2020 · 
2021 · 
2022 · 
2023 · 
2024 · 
2025